# The Gap
The Gap är en låt av den brittiska gruppen Thompson Twins. Den är titelspår på albumet Into the Gap från 1984 och utgiven som singel i vissa länder, men inte i gruppens hemland Storbritannien. 
Singeln nådde 69:e plats på amerikanska Billboard Hot 100 och 62:a plats på den tyska singellistan.

## Utgåvor
U.S. 7" (Arista AS1-9290)
Sida A
1. "The Gap" - 3:53

Sida B
1. "Out Of The Gap" (Medley) - 5:53

Europeisk 12" (Arista 601 365)
Sida A
1. "The Gap" (Extended Version) - 8:34

Sida B
1. "Sister Of Mercy" (LP Version) - 5:08 (felaktigt angiven som Extended Version)
2. "Out Of The Gap" (Medley) - 5:53

Tysk 7" (Ariola 106 591)
Sida A
1. "The Gap" - 3:53

Sida B
1. "Sister Of Mercy" - 5:08

U.S. 12"  promo (Arista ADP-9289)
Sida A
1. "The Gap" (AOR Version) - 3:53

Sida B
1. "The Gap" (Club Remix Version) - 8:34

U.S. 7" promo (Arista AS1-9290-SA)
Sida A
1. "The Gap" - 3:53

Sida B
1. "The Gap" - 3:53